# Barcragujn chumb (2021/2022)
Barcragujn chumb 2021/2022 (ze względów sponsorskich zwana jako VBET Armenia Premier League) była 30. sezonem najwyższej klasy rozgrywkowej w Armenii w piłce nożnej.
Brało w niej udział 10 drużyn, które od 30 lipca 2021 do 28 maja 2022 rozegrały 36 kolejek meczów.
Obrońcą tytułu była drużyna Alaszkert Erywań. Mistrzostwo po raz dwunasty w historii zdobyła drużyna Piunik Erywań.

## Format rozgrywek
Dziesięć uczestniczących drużyn gra ze sobą czterokrotnie.
Zwycięzca ligi zostaje mistrzem Armenii i kwalifikuje się do I rundy kwalifikacyjnej Ligi Mistrzów UEFA.
Drużyna, która zajmie drugie i trzecie miejsce kwalifikuje się do I rundy kwalifikacyjnej Ligi Konferencji Europy UEFA.
Zdobywca Pucharu Armenii kwalifikuje się do II rundy kwalifikacyjnej Ligi Konferencji Europy UEFA.
W przypadku zdobycia pucharu przez drużynę, która zapewniła sobie grę w europejskich pucharach, awans otrzymuje czwarta drużyna rozgrywek.
Do niższej ligi spada bezpośrednio ostatnia drużyna, a dziewiąta rozegra baraż z drużyną z niższej ligi.

## Drużyny
| Uczestnicy poprzedniej edycji | Uczestnicy poprzedniej edycji | Uczestnicy poprzedniej edycji | Uczestnicy poprzedniej edycji |
| --- | ----------------------------- | ----------------------------- | ----------------------------- |
| ALA | Alaszkert                     | Erywań                        | 1                             |
| NOA | Noah Erywań                   | Erywań                        | 2                             |
| URA | Urartu Erywań                 | Erywań                        | 3                             |
| ARA | Ararat Erywań                 | Erywań                        | 4                             |
| ARM | Ararat-Armenia                | Erywań                        | 5                             |
| WAN | Wan Czarencawan               | Czarencawan                   | 6                             |
| PIU | Piunik Erywań                 | Erywań                        | 7                             |
| Awans z Araczin chumb |                               |                               |                               |
| SEW | Sewan FA                      | Sewan                         | 1                             |
| BKM | BKMA Erywań                   | Erywań                        | 2                             |
| NOR | Norawank                      | Wajk                          | 3                             |
| Oznaczenia: - kolumna pierwsza – skróty nazw drużyn, - kolumna trzecia – siedziba klubu, - kolumna czwarta – miejsce zajęte w poprzednim sezonie. |                               |                               |                               |

## Tabela
| Lp. | Drużyna               | M  | Z  | R  | P  | B+ | B– | +/– | Pkt | Kwalifikacja lub spadek                                |
| --- | --------------------- | -- | -- | -- | -- | -- | -- | --- | --- | ------------------------------------------------------ |
| 1   | Piunik Erywań (M)     | 32 | 23 | 6  | 3  | 52 | 25 | +27 | 75  | Liga Mistrzów UEFA • I runda kwalifikacyjna            |
| 2   | Ararat-Armenia Erywań | 32 | 23 | 5  | 4  | 56 | 20 | +36 | 74  | Liga Konferencji Europy UEFA • II runda kwalifikacyjna |
| 3   | Alaszkert Erywań      | 32 | 14 | 9  | 9  | 38 | 30 | +8  | 51  | Liga Konferencji Europy UEFA • I runda kwalifikacyjna  |
| 4   | Ararat Erywań         | 32 | 13 | 7  | 12 | 47 | 36 | +11 | 46  | Liga Konferencji Europy UEFA • I runda kwalifikacyjna  |
| 5   | Urartu Erywań         | 32 | 9  | 13 | 10 | 37 | 32 | +5  | 40  |                                                        |
| 6   | Noah Erywań           | 32 | 9  | 12 | 11 | 38 | 43 | −5  | 39  |                                                        |
| 7   | Norawank Wajk (P, R)  | 32 | 7  | 7  | 18 | 36 | 55 | −19 | 28  | [ i ]                                                  |
| 8   | Wan Czarencawan       | 32 | 6  | 7  | 19 | 19 | 47 | −28 | 25  |                                                        |
| 9   | BKMA Erywań           | 32 | 4  | 6  | 22 | 25 | 60 | −35 | 18  | baraż o utrzymanie                                     |
| 10  | Sevan (W)             | 0  | 0  | 0  | 0  | 0  | 0  | 0   | 0   | spadek do Araczin chumb                                |

1. ↑  ⇒ Norawank Wajk, zdobywca Pucharu Armenii nie otrzymał licencji UEFA na grę w europejskich pucharach z powodu niespełnienia wymogu 3 lat[2][3], więc w II rundzie zagra wicemstrz Armenii Ararat-Armenia.
⇒ Po zakończeniu sezonu 2021/22 Norawank został rozwiązany[4].
2. ↑  Baraż między BKMA Erywań i Szirak Giumri został odwołany po rozwiązaniu Norawank Wajk. Obie drużyny zostały zatwiedzone do gry w Barcragujn chumb w sezonie 2022/2023.
3. ↑  Sevan został wykluczony z rozgrywek przez Komisję Etyki Armeńskiego Związku Piłki Nożnej 1 grudnia 2021 roku po nie rozegraniu dwóch meczów z rzędu z Alashkertem i BKMA. Wszystkie wyniki zostały anulowane[5].

## Wyniki spotkań
| Gospodarz \ Gość      | ALA | ARA | AAR | BKM | NOA | NOR | PYU | URA | VAN | ALA | ARA | AAR | BKM | NOA | NOR | PYU | URA | VAN |
| --------------------- | --- | --- | --- | --- | --- | --- | --- | --- | --- | --- | --- | --- | --- | --- | --- | --- | --- | --- |
| Alaszkert Erywań      |     | 1–0 | 0–3 | 2–1 | 0–0 | 0–0 | 1–4 | 2–1 | 0–2 |     | 2–1 | 0–1 | 3–1 | 0–2 | 3–0 | 1–1 | 1–1 | 2–0 |
| Ararat Erywań         | 3–2 |     | 0–1 | 3–2 | 7–1 | 3–2 | 0–1 | 2–0 | 1–0 | 0–1 |     | 0–1 | 1–2 | 1–1 | 4–0 | 1–2 | 0–0 | 1–1 |
| Ararat-Armenia Erywań | 2–1 | 3–0 |     | 2–1 | 5–2 | 2–1 | 1–2 | 3–0 | 2–0 | 1–1 | 3–1 |     | 0–0 | 0–1 | 2–0 | 1–1 | 1–1 | 1–0 |
| BKMA Erywań           | 0–2 | 0–2 | 2–3 |     | 1–2 | 2–0 | 0–4 | 1–2 | 1–0 | 0–3 | 3–2 | 0–1 |     | 1–1 | 0–1 | 0–1 | 1–4 | 1–1 |
| Noah Erywań           | 0–1 | 2–2 | 0–1 | 5–0 |     | 2–1 | 1–2 | 1–1 | 3–0 | 1–0 | 0–0 | 0–3 | 1–1 |     | 3–3 | 0–1 | 1–1 | 0–0 |
| Norawank Wajk         | 0–2 | 1–1 | 0–2 | 1–1 | 1–1 |     | 2–1 | 0–1 | 1–0 | 1–1 | 0–1 | 0–2 | 3–2 | 3–1 |     | 1–2 | 3–2 | 7–1 |
| Piunik Erywań         | 1–1 | 2–6 | 0–3 | 1–0 | 1–0 | 2–0 |     | 2–0 | 1–1 | 3–0 | 1–0 | 1–0 | 1–0 | 2–1 | 3–2 |     | 1–1 | 2–0 |
| Urartu Erywań         | 0–0 | 1–1 | 0–0 | 5–0 | 0–1 | 3–0 | 0–2 |     | 1–0 | 0–0 | 1–2 | 1–2 | 1–0 | 2–2 | 1–1 | 0–1 |     | 2–0 |
| Wan Czarencawan       | 0–4 | 0–1 | 1–2 | 1–0 | 1–2 | 2–0 | 0–2 | 1–1 |     | 0–1 | 0–1 | 2–1 | 1–1 | 1–0 | 2–1 | 1–1 | 0–3 |     |

## Najlepsi strzelcy
| Bramki | Strzelcy         | Drużyna                       |
| ------ | ---------------- | ----------------------------- |
| 22     | Serges Déblé     | Ararat Erywań / Piunik Erywań |
| 18     | Mailson Lima     | Ararat-Armenia Erywań         |
| 16     | Hugo Firmino     | Piunik Erywań                 |
| 10     | Shuaibu Ibrahim  | Norawank Wajk                 |
| 10     | Artur Miranyan   | Urartu Erywań                 |
| 10     | Yusuf Otubanjo   | Ararat-Armenia Erywań         |
| 9      | Maksim Mayrovich | Noah Erywań                   |
| 8      | José Caraballo   | Piunik Erywań                 |
| 8      | Wilfried Eza     | Ararat-Armenia Erywań         |

Źródło: 

## Stadiony
| Alaszkert Erywań Sevan |
| ---------------------- |
| Stadion Alaszkert      |
|                        |

| Ararat Erywań Piunik Erywań |
| --------------------------- |
| im. Wazgena Sarkisjana      |
|                             |

| Ararat-Armenia Erywań BKMA Erywań |
| --------------------------------- |
| Stadion Akademii Piłkarskiej      |
|                                   |

| Noah Erywań                  | Noah Erywań     |
| ---------------------------- | --------------- |
| Stadion Akademii Piłkarskiej | Stadion miejski |
|                              |                 |

| Norawank Wajk   | Norawank Wajk  | Norawank Wajk           |
| --------------- | -------------- | ----------------------- |
| Stadion miejski | Stadion Arevik | Centrum Sportu Juniorów |
|                 |                |                         |

| Urartu Erywań  |
| -------------- |
| Stadion Urartu |
|                |

| Wan Czarencawan |
| --------------- |
| Stadion miejski |
|                 |

Źródło: 